# Dorothea Thiess
Dorothea Rose, geborene Thies (* 17. Mai 1898 in Nakel, Kreis Wirsitz; † 7. Oktober 1980 in Berlin-Spandau) war eine deutsche Schauspielerin.

## Leben
Ihre Ausbildung erhielt sie bei Max Reinhardt und trat zunächst, nach dem Ersten Weltkrieg, an Bühnen der deutschen Provinz (z. B. am Stadttheater von Bamberg unter der Direktion von Hans Willcken) auf.
Ihren ersten Filmauftritt hatte sie 1932 in Skandal in der Parkstraße. Die Rollen von Thiess waren meist sehr klein, etwas größere Nebenrollen spielte sie außer in ihrem ersten Film in Anna und Elisabeth, April, April! und Sommernächte. Sie stand 1944 in der Gottbegnadeten-Liste des Reichsministeriums für Volksaufklärung und Propaganda.
Von 1948 bis 1952 war sie am Hebbel-Theater engagiert. Danach wirkte sie u. a. an der Vaganten Bühne und (ab 1961) am Theater am Kurfürstendamm, gab Gastspiele und übernahm ab 1962 mehrere Fernsehrollen. Thiess blieb bis zuletzt dem Theater verbunden, unmittelbar vor ihrem Tod gehörte sie dem Kleinen Ensemble, einer Berliner Gastspielbühne, unter der Leitung Karl Spanners an.
Thies war seit dem 5. Juli 1963 mit Max Gerhard Rose (1901–1963) verheiratet. Die Eheschließung fand im Standesamt Berlin-Tiergarten statt. Dorothea Thies starb am 7. Oktober 1980 um 15:19 Uhr in ihrer Wohnung in der Streitstraße 5 in Berlin-Spandau im Alter von 82 Jahren.

## Filmografie (Auswahl)
- 1932: Skandal in der Parkstraße
- 1933: Anna und Elisabeth
- 1933: Die Nacht im Forsthaus
- 1934: Die Liebe und die erste Eisenbahn
- 1934: Ein Kind, ein Hund, ein Vagabund
- 1935: Der rote Reiter
- 1935: April, April!
- 1936: Onkel Bräsig
- 1936: Moskau – Shanghai
- 1937: Der silberne Löffel
- 1937: Die Kronzeugin
- 1938: Das Mädchen von gestern Nacht
- 1938: Was tun, Sybille?
- 1938: Das Verlegenheitskind
- 1939: Der halbe Weg – 33 Minuten in Grüneberg
- 1940: Der Sündenbock
- 1940: Aus erster Ehe
- 1943: Gefährlicher Frühling
- 1944: Sommernächte
- 1962: Unsere Jenny
- 1966: Thérèse Raquin
- 1968: Vier Stunden von Elbe 1
- 1971: Familie Bergmann
- 1971: Zwei Briefe an Pospischiel